# Macrourinae
Sous-famille
Les Macrourinae sont une sous-famille de poissons de la famille des grenadiers (les grenadiers sont aussi appelés poissons queue de rat).

## Liste des genres
- Albatrossia Jordan & Gilbert in Jordan & Evermann, 1898.
- Asthenomacrurus Sazonov & Shcherbachev, 1982.
- Caelorinchus Giorna, 1809.
- Cetonurichthys Sazonov & Shcherbachev, 1982.
- Cetonurus Günther, 1887.
- Coryphaenoides Gunner, 1765.
- Cynomacrurus Dollo, 1909.
- Echinomacrurus Roule, 1916.
- Haplomacrourus Trunov, 1980.
- Hymenocephalus Giglioli in Giglioli & Issel, 1884.
- Kumba Marshall, 1973.
- Kuronezumia Iwamoto, 1974.
- Lepidorhynchus Richardson, 1846.
- Lucigadus Gilbert & Hubbs, 1920.
- Macrosmia Merrett, Sazonov & Shcherbachev, 1983.
- Macrourus Bloch, 1786.
- Malacocephalus Günther, 1862.
- Mataeocephalus Berg, 1898.
- Mesobius Hubbs & Iwamoto, 1977.
- Nezumia Jordan in Jordan & Starks, 1904.
- Odontomacrurus Norman, 1939.
- Pseudocetonurus Sazonov & Shcherbachev, 1982.
- Pseudonezumia Okamura, 1970.
- Sphagemacrurus Fowler, 1925.
- Trachonurus Günther, 1887.
- Ventrifossa Gilbert & Hubbs, 1920.